# 菲利普斯堡 (宾夕法尼亚州森特县)
菲利普斯堡是美国宾夕法尼亚州中央县的一个自治市，是宾夕法尼亚州州学院大都会统计区的一部分。2010年人口普查显示，该行政区的人口为2770人。根据美国人口普查局的数据，该行政区总面积为0.8平方英里（2.1平方公里）。该自治市位于中央县的西部与克利尔菲尔德县的边界上，处于阿巴拉契亚山脉中，附近最大的城镇为克利尔菲尔德和州学院市。